# Simrishamn
Simrishamn je grad u južnoj Švedskoj u sastavu županije Skåne.

## Stanovništvo
Prema podacima o broju stanovnika iz 2005. godine u gradu živi 6.546 stanovnika.

## Vanjske poveznice
- Internet prezentacija grada  Arhivirana inačica izvorne stranice od 21. studenoga 2008. (Wayback Machine)

### Ostali projekti
|  | Zajednički poslužitelj ima još gradiva o temi Simrishamn |